# 오지마역
오지마역(일본어: 大島駅, おおじまえき)은 일본 도쿄도 고토구에 있는 철도역이다.

## 타는 곳
- 승강장 형태: 섬식 승강장 2면 3선

↑니시오지마

|□|□|

↓히가시오지마
| 1 | ○ 도영 지하철 신주쿠 선 | 진보초·신주쿠·사사즈카·하시모토 방면                              |
| 2 | ○ 도영 지하철 신주쿠 선 | 진보초·신주쿠·사사즈카·하시모토 방면 (3번 승강장의 선로와 공유됨) |
| 3 | ○ 도영 지하철 신주쿠 선 | 이치노에·모토야와타 방면 (2번 승강장의 선로와 공유됨)             |
| 4 | ○ 도영 지하철 신주쿠 선 | 이치노에·모토야와타 방면                                          |

## 역사
- 1978년 12월 21일: 영업 개시.

## 인접역
| 도쿄 도 교통국 신주쿠 선    | 도쿄 도 교통국 신주쿠 선           | 도쿄 도 교통국 신주쿠 선          |
| --------------------------- | ---------------------------------- | --------------------------------- |
| S 11 모리시타 신주쿠 방면   | 신주쿠 선 급행                     | 후나보리 S 17 모토야와타 방면     |
| S 14 니시오지마 신주쿠 방면 | 신주쿠 선 통근 쾌속 쾌속 각역 정차 | 히가시오지마 S 16 모토야와타 방면 |